# Oulanem
Oulanem é uma peça teatral em versos inacabada, escrita por Karl Marx em 1839.
Marx concluiu apenas o primeiro ato da obra.
A peça é mencionada por Marx numa carta a seu pai, na qual elabora uma lista de sua produção intelectual e descreve a tentativa como um "drama fantástico mal sucedido".

## Personagens
- Oulanem, um viajante alemão
- Lucindo, seu companheiro
- Pertini, morador de uma cidade nas montanhas da Itália
- Alwander, outro cidadão da mesma cidade
- Beatrice, sua filha adotiva
- Wierin
- Perto, um monge